# Михайловка (Оконешниковский район)
Михайловка — деревня в Оконешниковском районе Омской области России. Входит в состав Оконешниковского городского поселения.

## История
Основана в 1910 году. В 1928 г. поселок Михайловский состоял из 40 хозяйств, основное население — русские. В составе Власовского сельсовета Крестинского района Омского округа Сибирского края.

## Население
| 2002 | 2010 |
| ---- | ---- |
| 118  | ↘74  |